# Кам'яниця (будівля)

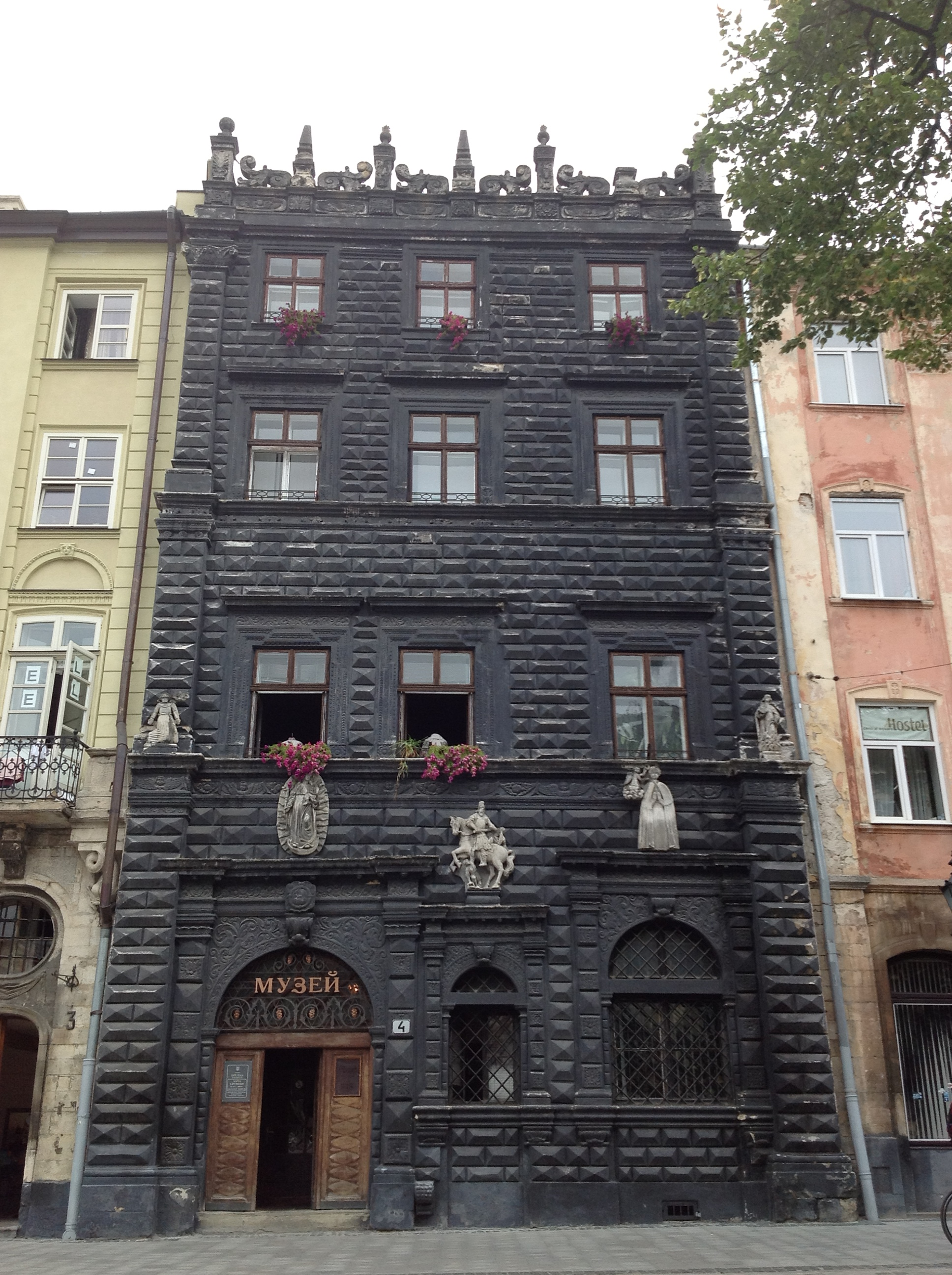
Чорна кам'яниця у Львові

Кам'яниця (будівля) — мурована споруда XVII – XVIII ст. житлового або господарського призначення; кам'яна будівля.
Кам'яниці на заході України значно відрізнялися від кам'яниць, що будувались на сході України. Якщо на Західній Україні кам'яниці були подібними до європейських кам'яних будинків, мали зазвичай по кілька поверхів і оздоблення, то кам'яниці, що будувались на території Гетьманщини були за своїм планом подібні до звичайної хати і мали один чи, рідше, два поверхи.[джерело?] Найбільше кам'яниць на Заході України збереглося у Львові, Кам'янці-Подільському, Жовкві, Кременці та Луцьку.
На Гетьманщині кам'яницями називались муровані житлові та господарські споруди, які будувала собі козацька старшина. Особливо вони були поширені на Чернігівщині. У Чернігові до кінця XIX ст. стояла напівзруйнована кам'яниця Єньків. Збереглися відомості про кам'яниці в Салтиковій Дівиці, Старому Білоусі та в інших сотенних містах. Особливо багато було кам'яниць у Ніжині. За розмірами і за зовнішнім виглядом кам'яниці були відмінні одна від одної. В залежності від функціонального призначення вони набували різних планових і об'ємно-просторових вирішень та художньо-архітектурного оформлення.

## Кам'яниці Заходу України
Найчастіше кам'яниці мали від одного до чотирьох поверхів у висоту і були зорієнтовані своїми вузькими торцевими фасадами з двома-п'ятьма вікнами на вулицю або площу. Це пояснювалося самою структурою середньовічного міста, яка передбачала щільну забудову. Унікальні кам'яниці епохи Ренесансу в Україні збереглися у Львові та Кам'янці-Подільському. У середні віки ринкова площа була центром Львова, осередком торговельного та суспільного життя міста. Нові будинки іменитих городян і купців зводилися найкращими львівськими майстрами — архітекторами П. Красовським, П. Барбоном, П. Римлянином, Б. Меретином та іншими. Кам'яниці стояли на вузьких, сильно витягнутих у глибину ділянках, розділених на місце під головний будинок, що виходить на площу, двір та задній будинок (флігель). Більшість кам'яниць площі Ринок мають по три вікна на головному фасаді, прикрашені скульптурою, ліпним декором, різьбленням і архітектурними деталями. Як відомо, за кожне вікно, зорієнтоване на міську площу, потрібно було платити, тому городяни хитрували: будували будинки боком до головної площі.
Остаточно планування кам'яниць сформувалося в епоху ренесансу та бароко, тобто в XVI—XVIII століттях, і було типовим для багатьох будівель. Як правило, кам'яниця XVI ст. розміщувалася на ділянці шириною 8-10 м і довжиною в глибину забудови 43 м, що належала одному власнику або одній родині. Правда, частину приміщень могли здавати в оренду «комірникам» і «челядникам». Головна житлова будівля-кам'яниця розташовувалося на 20-25 м в глибину ділянки та мала трирядне розміщення кімнат вглиб. На верхніх поверхах і з двору було розміщено по дві кімнати: велика двовіконна вітальня-«світлиця» і одновіконна житлова кімната-«хата». У темних приміщеннях в центрі кам'яниці знаходилися сходи і кухні. На першому поверсі зі склепінчастим перекриттям розміщувалися сіни, з'єднані з вузьким проходом у двір, контори, крамниці, майстерні, сходи і дворова двовіконна вітальня-«світлиця» з перекриттям — дерев'яною стелею на різьблених дерев'яних балках. У деяких випадках широкі склепінчасті сіни займали весь будинок у глибину і служили проїздом у двір.
Ще однією відмінною особливістю кам'яниць епохи Ренесансу є наявність «італійського» внутрішнього дворика, замкнутого з усіх боків і замощеного каменем. Такий двір обмежувався галереями з балюстрадами на кожному поверсі, які в деяких випадках кріпилися до так званих «межових» стін між сусідніми ділянками і з'єднували головний будинок з флігелем. Найбільш характерним прикладом ренесансної кам'яниці з внутрішнім «італійським» двориком є будинок Корнякта на площі Ринок. Як свідчить план кам'яниці Корнякта, приміщення перекривали хрестовими склепіннями. Через головний вхід відвідувач потрапляв у своєрідний вестибюль, пов'язаний з великою кімнатою, яка одним вікном була зорієнтована на вулицю. По вузькому проходу-коридору з вестибюля можна було пройти в кілька внутрішніх приміщень, до сходової клітки і в «італійський» дворик. Як і в інших аналогічних будівлях, галереї, по суті, виконували дві функції: зв'язки з розташованими в глибині двору допоміжними приміщеннями та декоративного оформлення «межових» стін з боків ділянки.

## Кам'яниці Центру та Сходу України
Кам'яниці Західної України відрізняються від кам'яниць Києва та лівобережних територій, оскільки останні будувалися за типом дерев'яного народного житла — хати на дві половини. За своїм архітектурним виглядом це зовсім інші житлові будівлі, не схожі на італійські палаццо епохи Ренесансу і увібрали риси самобутньої української архітектури. Водночас муроване будівництво не набуло масштабного розповсюдження поза церковним будівництвом через економічні, а також і політичні причини.
Київ
Внаслідок занепаду Києва в XII-XIII ст., і до кінця XIX ст. Київ складався з кількох відмежованих окремих історичних частин. Фактично роль міста виконувало колишнє Нижнє місто — Поділ, в той час як Верхнє місто та Києво-Печерська лавра складались виключно з розвалин часів домонгольської навали та відомих монастирів. Останні маючи значний статус та фінансові можливості в XVI-XVIII ст. майже повністю були перебудовані в цеглі, через що їхні ансамблі хоч і зазнали певних руйнувань та перебудов були переважно збережені до наших часів. В тому числі і такі взірцеві кам'яниці на їх території як Будинок митрополита, Ковнірівський корпус, друкарня Києво-Печерської лаври тощо. Крім них довкола Києво-Печерської лаври також було засноване т.зв. «Печерське містечко» пов'язане з Київською фортецею на якому велось численне кам'яне будівництво. Втім воно відбувалось в загальноросійських стилях та плануваннях не пов'язаних з традиційним мурованим будуванням Лівобережжя через що ці будови не відносять до кам'яниць.
Водночас на самому Подолі хоча і відбувалось численне муроване будівництво, але воно було значно пошкоджене чи повністю знищено великою пожежею 1811 року. Нечисленні збережені кам'яниці надалі також зазнавали перебудов, надбудов чи повного знесення: 
Кам'яниці Києво-Могилянської академії:
- Староакадемічний корпус
- Бурса
- Поварня
- Трапезна

Житлові кам'яниці Києво-Подолу:
- Кам'яниця Биковських
- Кам'яниця Вишневських
- Кам'яниця Гейтера
- Кам'яниця Іщенка
- Кам'яниця Киселівського
- Кам'яниця Рибальських[5]
- Кам'яниця Сичевських

Загальноміські кам'яниці Києво-Подолу:
- Будинок шевського цеху[6]
- Зерносховище міського магістрату
- Фонтан Самсон

Не збереглись до наших часів зокрема:
- Будинок Артемихи (зруйновано у 1902 р.)
- Будинок Київського магістрату (розібрано на поч. XIX ст.)
- Будинок Сави Туптала (розібрано на поч. XIX ст.)

Козелець
З 1708 року Козелець стає центром управління Київського полку. Цей статус, а також розвиток ремесел і торгівлі спричинили швидке зростання та розширення самого міста. Часи особливого піднесення міста припадають на 70-ті роки XVIII ст. завдяки родині Розумовських.
- Безіменна кам'яниця[7]
- Будинок полкової канцелярії
- Кам'яниця Дараганів, частина садибного комплексу Покорщина

Ніжин
Ніжин за часів Гетьманщини був найбільшим торговельним містом зі значною грецькою спільнотою (зокрема переселенцями зі Львова), що обумовило значну кількість кам'яниць по всій території міста.
- Купецький будинок
- Олександрівське грецьке училище

Чернігів
Тогочасний Чернігів був одним із провідних центрів держави Війська Запорозького. Подібно як і в Києві він мав значні монастирські комплекси які маючи фінансові можливості були перебудовані в камені в XVII-XVIII ст. через що до наших днів збереглись зокрема нова кам'яниця Чернігівської друкарні та більша частина відомого Чернігівського колегіуму.
- Будинок полкової канцелярії

Не збереглись до наших часів зокрема:
- Кам'яниця Полуботка в Застриженні[8]
- Кам'яниця Костянтиновичів
- Стара кам'яниця Чернігівської друкарні
- Стара кам'яниця Чернігівського магістрату[9]

Інші кам'яниці на теренах Війська Запорозького
- Кам'яниця Кочубея у Батурині
- Кам'яниця Чарниша у Великих Сорочинцях
- Кам'яниця у Глухові
- Кам'яниця Дуніна-Борковського[10] у Листвені
- Кам'яниця Полуботка у Любечі
- Будинок Миклашевських у Нижньому[ru]
- Полкова скарбниця у Прилуках
- Кам'яниця Лизогубів у Седнові
- Скарбниця Кочубея у Тиниці

Кам'яниці на теренах Слобідської України
- Будинок війта в Сумах
- Кам'яниця Кондратьєвих у Старому Селі

Кам'яниці на теренах російських губерній
- Кам'яниця у Трубчевську
- Палати Мазепи в Івановському

До складу києво-подільської садиби XVII століття входили і дерев'яні допоміжні споруди, а самі садиби оточували міцним парканом. У кожній садибі («дворі») проживало в середньому по шість осіб. Як видно на плані І. Ушакова 1690, житловий будинок киянина нагадував зрубну хату. Дерев'яні будинки XVII століття мали планування, подібне до планування хати на дві половини, і скатні дахи, криті ґонтом.
Українське бароко представлене кам'яними будівлями різного призначення: насамперед, це монастирські ансамблі, собори, церкви, дзвіниці, дещо менше виконаних у цьому стилі палаців і навчальних будівель. Існували й барочні кам'яниці. П'ять таких кам'яниць було побудовано в XVII—XVIII століттях на Подолі. У той час мати власний кам'яний будинок могли тільки заможні городяни: велика частина забудови була дерев'яною, тому під час пожежі 1811 року і вигоріло так багато будинків. Хоча київські кам'яниці відрізнялися одна від одної за своїм виглядом, були у них і спільні риси: розташування приміщень, архітектурний декор, форма віконних і дверних прорізів, наявність глибоких підвалів. Багато кам'яниць того часу мали горища. Як правило, весь будинок належав одному купцеві або його сім'ї: внизу знаходилися підвали, часто зі складами товарів, на першому поверсі — крамниці, на другому — житлові кімнати.
Т-подібна в плані будівля кам'яниці купчихи Артемихи з виступаючою вперед вхідною частиною знаходилося на розі вулиць Хорива і Межигірської, на місці побудованого в XIX столітті еклектичного житлового будинку. Від цієї будівлі збереглося тільки одне старовинне зображення: сам будинок постраждав під час пожежі 1811 року і був знесений в результаті подальшого перепланування Подолу. За малюнком можна визначити, що, крім двох поверхів, він мав і глибокі підвали — за традицією, для зберігання товарів.
«Будиночок Петра» на вулиці Костянтинівській, 6 названий так тому, що, за легендою, під час одних з своїх відвідин Києва перед війною зі шведами тут ненадовго зупинявся цар Петро І. Побудований він був в кінці XVII — початку XVIII століття і зберігся до наших днів: зараз в ньому розташовані адміністративні установи. Кам'яниця ця зорієнтована по осі захід-схід, вона прямокутна в плані, з двома вежоподібними об'ємами з північного заходу і північного сходу. Вважається, що авторами проекту були представники московської архітектурної школи О. Старцев і Д. Аксамитов, а в перебудові будівлі після пожежі 1742 брав участь відомий київський архітектор І. Григорович-Барський. Достеменно не відомо, хто був початковим власником кам'яниці: чи то магістрат, чи то сім'я багатих подільських міщан. Документально доведено, що в другій половині XVII століття в кам'яниці була лікарня, на початку XIX століття — повітова школа, а потім — міський дитячий заклад. Все це свідчить про те, що будівля неодноразово перепланувалась у відповідності з новим призначенням і з житлової споруди поступово перетворилася на громадську.
На вулиці Хорива перебував і кам'яний будинок київського сотника Сави Туптала, батька митрополита Д. Ростовського, громадського діяча XVIII століття. Крім того, знову-таки на Подолі, на вулиці Притисько-Микільській, знаходилися дві кам'яниці, що належали цеху кравців і Георгію Рибальському. Це були дві одноповерхові цегляні будівлі XVIII століття, зорієнтовані по осі схід-захід.
Кілька кам'яниць збереглося на Чернігівщині, дві з них належали чернігівському полковнику Я. Лизогубу. Найбільш відома кам'яниця Я. Лизогуба, збудована наприкінці XVII століття у Чернігові. Це прямокутна в плані цегляна одноповерхова потинькована будівля з шістьма окремими приміщеннями, великим підвалом і високим горищним простором. Кам'яниця називається і ще одна будівля на Чернігівщині — комора садиби в Козельці, датована першою половиною XVIII століття. Як і в попередньому випадку, це прямокутна в плані цегляна будівля з масивними стінами.
За типом багатокамерного народного житла був побудований і не зберігся до наших днів палац Богдана Хмельницького в Суботові, що біля Чигирина. Він був прямокутним у плані, розділеним стінами на шість окремих приміщень, чотири з яких були житловими і мали печі. По суті, це була та сама схема багатокімнатній народної хати, яка поширилася по Україні в кінці XIX століття: біля входу знаходилися сіни, за ними — комора, ліворуч і праворуч — входи до віталень-світлиць, а з них — в спальні кімнати. Крім того, до дворового фасаду палацу була зроблена допоміжна прибудова. Перед головним входом знаходився багатоколонний портик. Відомо, що на фасаді були зображені селянин з сокирою, що йде на ведмедя, і змії позаду нього.
Подібний прийом — розташування житлових приміщень по обидва боки від входу і виділення вхідної групи в окремий виступаючий вперед об'єм — застосовувався в козацьких кам'яницях як Лівобережжя, так і Правобережжя. Кам'яниці періоду бароко на тих землях України, де було поширене козацтво, відрізнялися своїм плануванням, архітектурою і призначенням від кам'яниць, зведених у Західній Україні в епоху Ренесансу. Якщо ренесансні кам'яниці територій, де був західний вплив, копіювали західноєвропейські палаццо і середньовічні планувальні принципи і при цьому служили одночасно громадськими (на першому поверсі розміщувалися крамниці) і житловими (на верхніх поверхах) будівлями, то козацькі кам'яниці могли бути і просто житловими будинками, і житловими будинками з крамницями, і палацами, і полковими канцеляріями, і коморами. У всіх випадках — і це було їх відмінною особливістю — вони втілювали планувальні принципи народного житла України.
Досліджували кам'яниці Ернст Федір Людвігович, Таранушенко Стефан Андрійович, Цапенко Михайло Павлович, Логвин Григорій Никонович та Вечерський Віктор Васильович.